# 鹿田村 (岡山県御津郡)
鹿田村（しかたそん）は、岡山県御津郡にあった村。1900年3月31日までは御野郡に属していた。

## 概要
現在の岡山市北区大供・鹿田町・東古松・西古松・岡町・奥田などに相当する。村名は中世の鹿田荘にちなんだ。

## 沿革
- 1883年（明治16年）2月15日 - 連合戸長役場制度発足により、御野郡第六部戸長役場を大供村に設置し、同村および内田村・岡村・東古松村・西古松村を管轄[2]。
- 1889年（明治22年）6月1日 - 町村制の施行により、第六部戸長役場管轄区域5村と岡山区新道の一部が合併して村制施行し、鹿田村が発足。旧村名を継承した5大字を編成し、役場を大供に設置[1]。
  - この際、内田村のうち字鼠畔の一部は岡山市に編入された[3]。
- 1899年（明治32年）8月1日 - 大供・内田・岡の各一部を岡山市に編入し、岡山市の大字となる[4][5]。また東隣にあった古鹿田村より奥田・二日市（一部）を編入し7大字となる[1]。
- 1900年（明治33年）4月1日 - 津高郡と御野郡が合併し御津郡となる。
- 1921年（大正10年）3月1日 - 岡山市に編入。同日鹿田村廃止。

## 合併後
大供・内田・岡の各大字は岡山市大供・岡山市内田・岡山市岡に編入され、残りの4大字は岡山市の大字として継承された。その後7大字は以下のように変更された。
大供は1963年から1969年にかけて大供1〜3丁目・大供表町・大供本町・厚生町1丁目・鹿田町1〜2丁目・鹿田本町・新屋敷町3丁目・西之町・野田1丁目・柳町2丁目となった。
内田は1969年から1970年にかけて岡町・岡南町1丁目・奥田1丁目・春日町・京町・鹿田町1丁目・清輝橋1〜4丁目・清輝本町・大学町・大供1〜2丁目・南中央町となった。
岡は1969年に岡町・奥田本町・春日町・鹿田町1〜2丁目・清輝橋1〜2丁目・大学町となった。
東古松は一部が1969年に東古松1〜5丁目・東古松南町・大元駅前・岡町・奥田西町・奥田本町・鹿田町2丁目・鹿田本町となった。
西古松は一部が1969年から1982年にかけて西古松1〜2丁目・西古松西町・大元1〜2丁目・大元駅前・大元上町・東古松3丁目・東古松南町となった。
奥田は1969年から1970年にかけて奥田1〜2丁目・奥田西町・奥田本町・奥田南町・岡南町1〜2丁目・東古松五丁目となり、残余は1997年に奥田西町となった。
二日市は1970年に旭本町・岡南町1〜2丁目・七日市西町となった。

## 行政

### 歴代村長
| 代                                                           | 氏名       | 就任年月日                | 退任年月日                | 備考       |
| ------------------------------------------------------------ | ---------- | ------------------------- | ------------------------- | ---------- |
| 1-7                                                          | 西村民次郎 | 1889年（明治22年）7月19日 | 1914年（大正3年）5月4日   |            |
| 8                                                            | 高須光次   | 1914年（大正3年）11月26日 | 1918年（大正7年）11月25日 | 改名：大憲 |
| 9                                                            | 西村千賀太 | 1918年（大正7年）12月13日 | 1921年（大正10年）2月28日 |            |
| 参考文献 - 岡山県市町村合併誌 市町村編 6頁（岡山県、1960年） |            |                           |                           |            |

## 教育
- 鹿田尋常小学校（現・岡山市立鹿田小学校）[7]

## 交通
- 宇野線 - 鹿田駅